# South Holland, England
South Holland är ett distrikt (motsvarande kommun) i grevskapet Lincolnshire i England, Storbritannien. Distriktet har 96 983 invånare (2022). Enda större ort är Spalding. Distriktet är indelat i 22 civil parishes, förutom staden Spalding som inte ingår i någon civil parish.